# Вусач-товстун вербовий
Вуса́ч-товсту́н вербо́вий (лат. Lamia textor Linnaeus, 1758 = Cerambyx cephaloses Voet, 1778 = Cerambyx nigrorugosus DeGeer, 1775 = Cerambyx noctis Gronov, 1764 = Cerambyx unicolor Brown, 1776 = Lamia tricarinata Cornelius, 1884) — вид жуків з родини вусачів.

## Хорологія

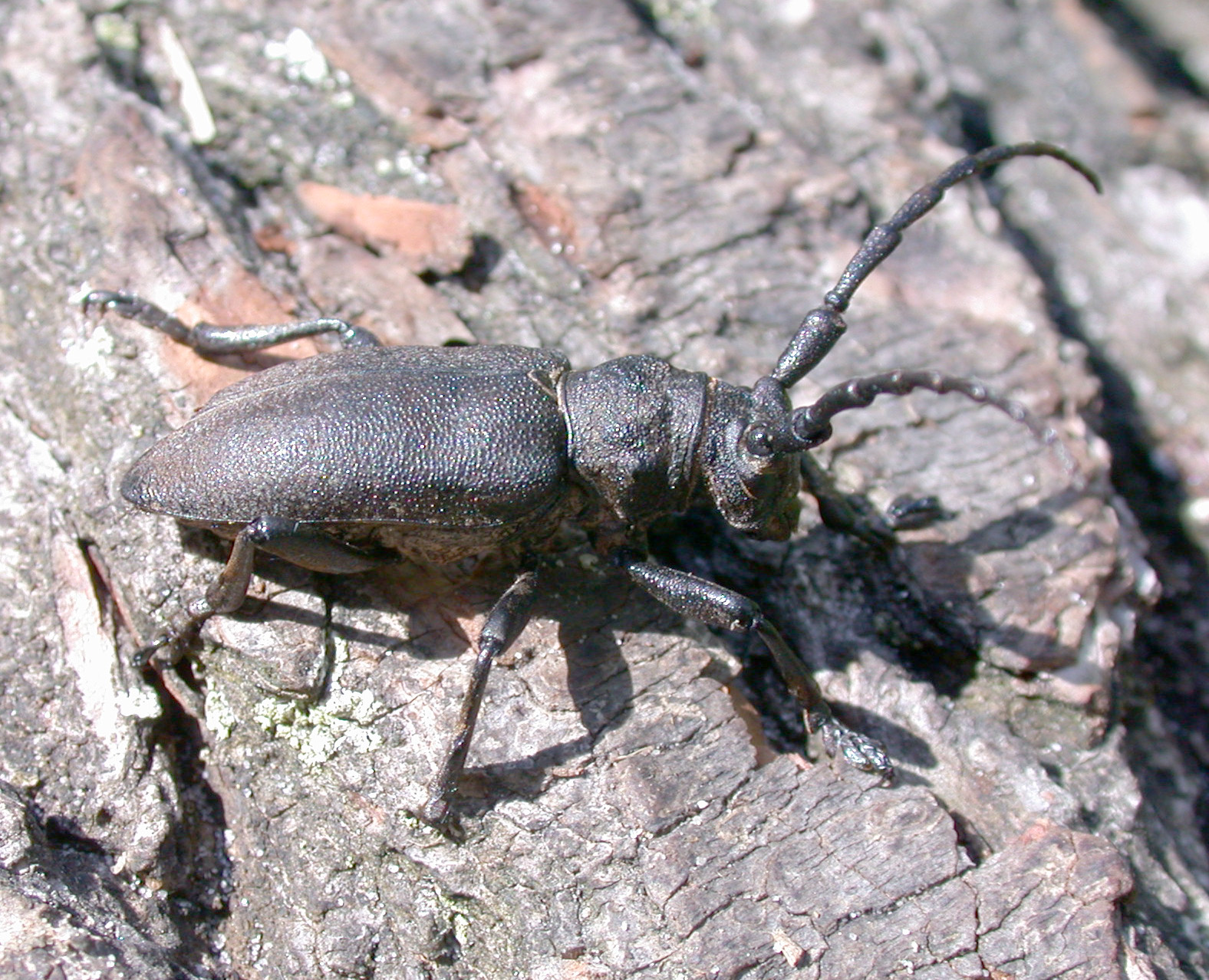
Вусач-товстун вербовий у природному середовищі

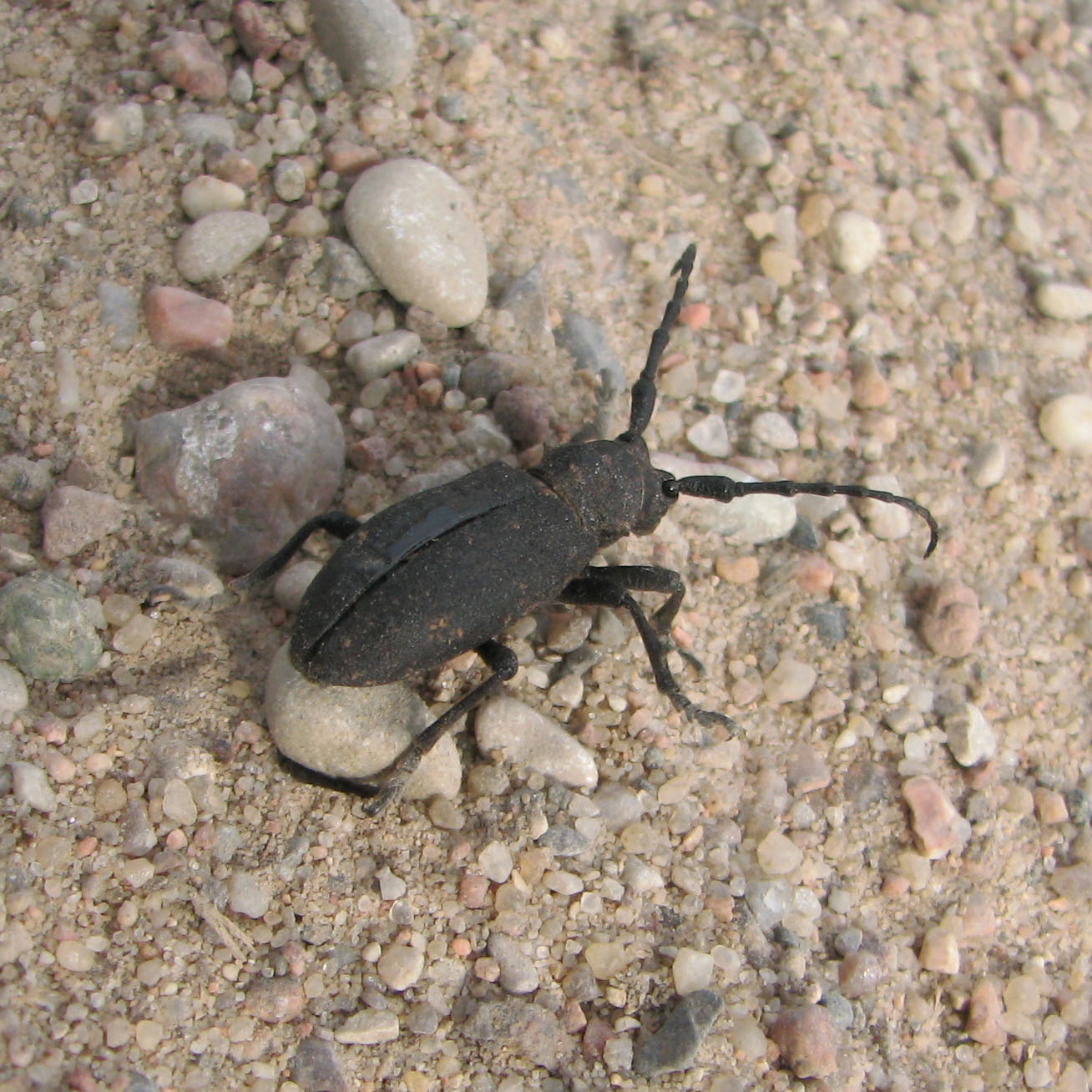
Імаго Вусача-товстуна вербового не здатні до польоту і трапляються на поверхні ґрунту

L. textor — європейсько-сибірський вид, що входить до європейсько-сибірського зооґеографічного комплексу. Ареал охоплює Європу, Кавказ та Росію. В Карпатському регіоні вид поширений, основним чином, в передгір'ях, де зустрічається в долинах річок та узліссях, і приурочений до вербових гаїв.

## Екологія
Жук є нелітаючим, тому зустрічається переважно на ґрунті та надземних частинах коренів дерев, веде прихований спосіб життя. Комахи як додаткове живлення гризуть кору та луб прикореневих частин стовбурів молодих дерев, а також листя верби. Личинка розвивається в деревині різних видів верби та тополь. Самка при кладці яєць, вигризає, так звану, насічку на корені чи прикореневій частині стовбура дерева, куди поміщає одне яйце. Ембріональний розвиток триває до 12 днів.

## Морфологія

### Імаго
L. textor — це великий жук, розміри тіла якого становлять 12-32 мм. Тіло коротке, валькувате, дуже товсте. Вусики до вершини звужені, заходять за середину надкрил, їх 1-й членик товстий, з великим цикатриксом. Очі широко виїмчасті, дрібно фасетовані. Передньоспинка ледь поперечна, з бічними загостреними горбиками. Надкрила з добре помітними плечима, незрощені. Крила розвинені. Задньогруди помірно видовжені. Середні гомілки з виступом, покритим щетинками, які утворюють щітку.

### Личинка
З кожної сторони голови личинки по 1 виразному вічку. Вусики 3-членикові. Гіпостом зморшкуватий, темно-коричневий, спереду чорний. Мандибули недовгі, гострі. Полапки максил 3-членикові. Пронотум в основній половині з полем дуже дрібних шипиків. Мозолі черевця з такими ж шипиками та ґранулами. Дорзальні мозолі мають 2 поперечні і 2 поздовжні борозенки, вентральні — 1 поперечну і 2 поздовжні. Дихальця овальні, без кураєвих камер. 9-й сегмент не озброєний. Анальний отвір поперечний. Довжина — 38 мм, ширина — 7 мм.

## Життєвий цикл
Личинка розвивається, за різними даними, від двох до чотирьох років.